# Utgravningstjärnarna (södra)
Utgravningstjärnarna är en sjö i Arvidsjaurs kommun i Lappland och ingår i Byskeälvens huvudavrinningsområde.